# Zabajkalsk

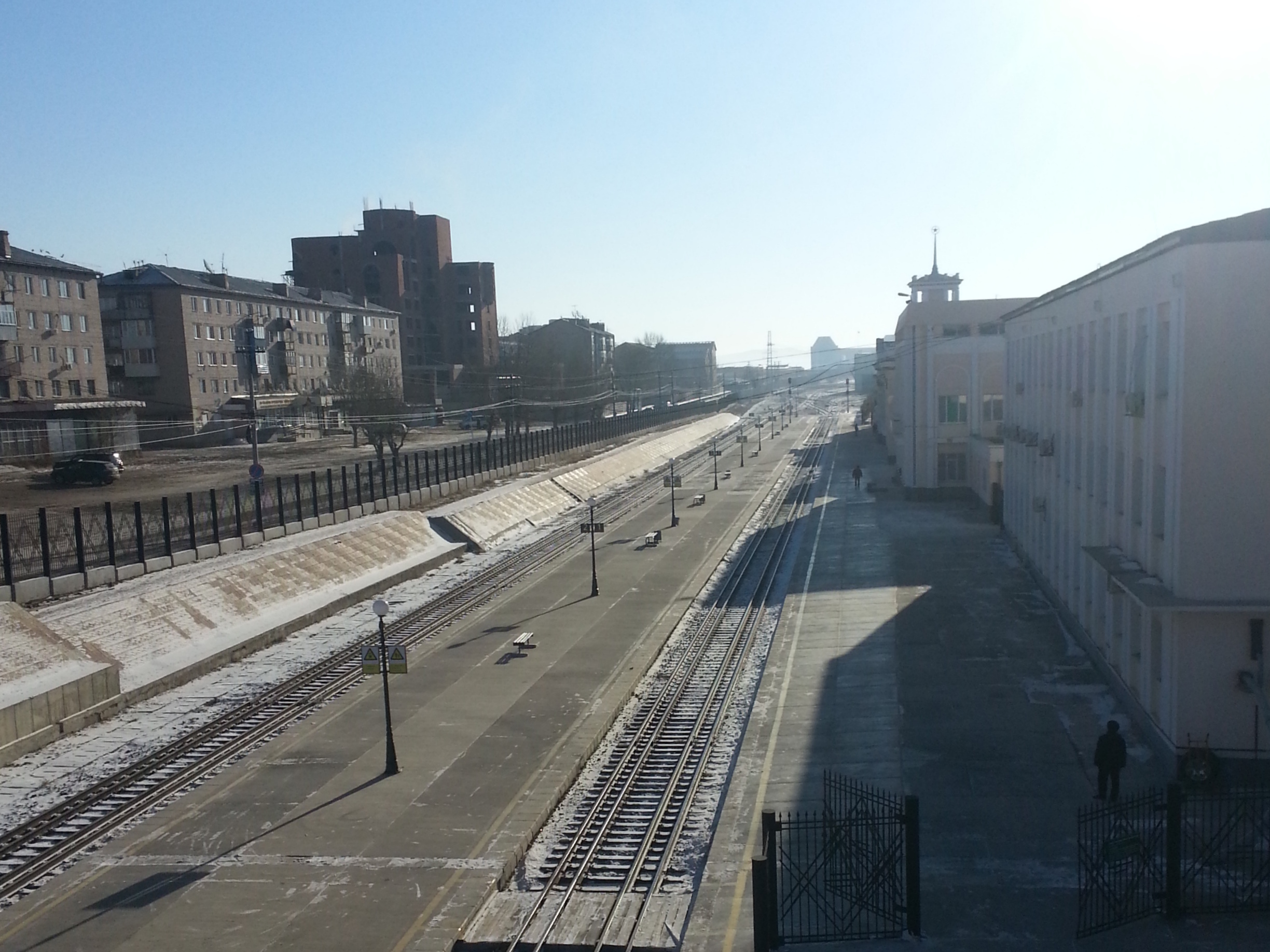
Järnvägsstationen i Zabajkalsk

Zabajkalsk (ryska: Забайка́льск) är en rysk gränsstad i Zabajkalskij kraj i södra Sibirien i östra Ryssland, vid norra stranden av floden Argun, som här utgör gränsen till Kina. Zabajkalsk hade 11 769 invånare 2010.
Den transsibiriska järnvägen (Östra kinesiska järnvägen/Transmanchuriska järnvägen) går genom Zabajkalsk. Byn grundades 1904 som Razyezd 86 (Mötesstation 86), tre år efter att järnvägen blev färdig, i enlighet med ett hemligt rysk-kinesiskt avtal som tecknats mellan Aleksej Lobanov-Rostovskij och Li Hongzhang fem år tidigare. 1929–1958 hette staden Otpor, därefter Zabajkalsk. Vid gränsen i Zabajkalsk gör tågen ett långt uppehåll eftersom Ryssland använder bredspår och Kina har normalspår. Detta medför att varje vagn måste lyftas och boggier och hjul bytas.
| Station on track |

| Unknown BSicon "ABZgl" |

| Station on track |

| Restricted border on track |

| Station on track |

| Station on track |

| Station on track |

| Unknown BSicon "ABZgr" |

| Station on track |

| Restricted border on track |

| Unknown BSicon "ABZg+l" |

| Station on track |

Från juli till september 1929 utkämpades en konflikt om kontrollen över Östra kinesiska järnvägen mellan den kinesiske krigsherren Zhang Xueliangs armé och styrkor ur den sovjetiska Röda armén som leddes av Vasilij Blücher. Sovjetunionen avgick med segern och järnvägen stannade i gemensam rysk-kinesisk förvaltning.